# Alexander Fletcher (homme politique britannique)
Alexander MacPherson Fletcher (26 août 1929 - 18 septembre 1989), parfois connu sous le nom d'Alex Fletcher, est un homme politique britannique du Parti conservateur.

## Jeunesse
Il est né à Greenock dans l'ouest de l'Écosse. Il est marié à Christine Anne Buchanan (1926-2008). Il est administrateur d'entreprise et comptable agréé et est membre d'East Kilbride Development Corporation de 1971 à 1973. Il est aussi un ancien de l'Église d'Écosse.

## Carrière politique
Fletcher se présente pour la première fois au Parlement lors des élections générales de 1970 dans le West Renfrewshire. Il est élu député pour Edinburgh Nord à une élection partielle en 1973. Il est noté dans un éditorial du Glasgow Herald du lendemain que la victoire de Fletcher est intervenue malgré une période d'« impopularité du gouvernement sur les prix », et le résultat de Fletcher contraste favorablement avec la défaite surprise du candidat travailliste le même jour à l'élection partielle à Glasgow Govan. Après l'annonce de sa victoire, Fletcher déclare qu'il considère le résultat comme "un formidable vote de confiance envers le gouvernement de la part des habitants d'Édimbourg". Avant les élections générales de février 1974, Édimbourg-Nord subit d'importants changements de limites, mais Fletcher conserve le siège avec une majorité de plus de 7 000 voix.
En fin de compte, il reste député d'Edimbourg-Nord jusqu'en 1983, date à laquelle, après des changements de limites, il devient député d'Edimbourg-Central. Cependant, aux élections générales de 1987, il perd son siège au profit du futur chancelier travailliste de l'Échiquier Alistair Darling. Plusieurs autres députés conservateurs écossais de premier plan, dont Peter Fraser et Michael Ancram perdent leurs sièges dans le même scrutin, le vote conservateur ayant chuté de manière significative en Écosse contre la tendance à l'échelle du Royaume-Uni.
Fletcher est sous-secrétaire d'État pour l'Écosse de 1979 à 1983, où il est responsable de l'éducation et de l'industrie écossaises ainsi que du sport et des arts. Il est ministre des Affaires des entreprises et de la consommation au ministère du Commerce et de l'Industrie de 1983 à 1985, après quoi il revient sur les bancs arrières,.
À la mort de Fletcher, le journaliste Harry Reid, qui a été un électeur de Fletcher à Édimbourg, le décrit comme « un conservateur écossais de l'école décente ; il était chaleureux, affable et sociable » et déclare également que Fletcher est « un Écossais d'abord, et en second un conservateur." .
Il meurt à Westminster mais est renvoyé à Édimbourg pour y être enterré. Lui et sa femme sont enterrés ensemble dans l'extension du 20e siècle (nord) au cimetière Dean à Édimbourg.